# Steh auf du Sau!
Steh auf du Sau! ist ein österreichischer Kurzfilm von Florian Moses Bayer aus dem Jahr 2022.
Die Produktion mit der Filmakademie Wien wurde im Jahr 2022 in den Wettbewerb des 43. Filmfestivals Max Ophüls Preis eingeladen.

## Handlung
Gery spielt Fußball für den FC Horndorf. Er schafft den Sprung von der Jugendmannschaft in die Testosteron-überladene Kampfmannschaft. Ohne selbst zu wissen, was er eigentlich will, versucht er den ihm aufgedrängten Zukunftsvorstellungen seines jeweiligen Gegenübers zu entsprechen.

## Hintergrund
Für Regisseur und Drehbuchautor Florian Moses Bayer ist Steh auf du Sau! der vierte realisierte Kurzfilm. Er studiert seit 2017 an der Filmakademie Wien. Das Filmskript entstand in Zusammenarbeit mit Marie Luise Lehner.
Die Dreharbeiten fanden vom 28. Juli bis 10. August 2020 in Österreich statt. Als Produzenten fungierten Bayers Filmhochschule und Caroline Liebhart.
Das Projekt wurde von der Kulturabteilung der Stadt Wien (MA7), der Kulturvernetzung Niederösterreich – Come on (NÖ) und dem Land Steiermark gefördert.

## Veröffentlichung
Steh auf du Sau! wurde am 22. Januar 2022 beim Filmfestival Max Ophüls Preis uraufgeführt.

## Auszeichnungen
Im Rahmen des Filmfestivals Max Ophüls Preis 2022 erhielt Steh auf du Sau! eine Einladung in den Wettbewerb für den besten mittellangen Film.